# دستور زبان فرانسوی

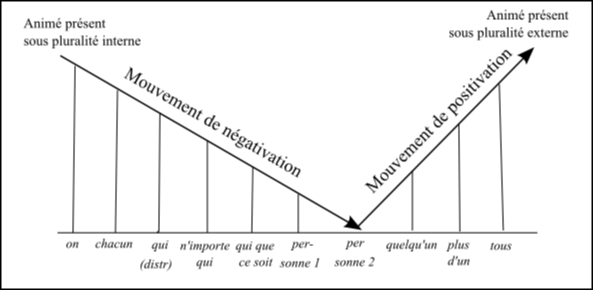
قواعد زبان فرانسوی

دستور زبان فرانسوی (انگلیسی: French grammar) مجموعه قواعدی است که زبان فرانسه به وسیله آنها جملات، سؤالات و دستورات را ایجاد می کند. از بسیاری جهات، این زبان کاملاً شبیه زبان سایر زبان های رومی است.

## جنسیت
در زبان فرانسه هر اسم یک جنسیت (مؤنث یا مذکر) دارد. جنسیت اسم‌هایی که مربوط به اشیا یا مفاهیم هستند، در شکل آنها تأثیر ویژه ای ندارد. برای نمونه اسم le livre (کتاب) مذکر، و اسم la chaise (صندلی) مؤنث است. برای استفاده درست از اسامی در جملات، بایستی جنسیت اسم مشخص شود، چرا که صفات و حروف تعریف، متناسب با جنسیت اسم تغییر می‌کند. برای بعضی اسامی البته جنسیت بر مبنای منطق مشخص می‌شود؛ مثلاً اسم homme (مرد)(اُم)، مذکر و اسم femme (زن) (فَم) مؤنث است. اما موارد فراوانی وجود دارد که بر اساس تکرار تعیین می‌شود، مثلاً اسم personne (شخص) در فرانسه، حتی اگر شخص مورد نظر مرد باشد، مؤنث است. برای تشخیص جنسیت اشیا و جاها و مفاهیم قراردادهای مشخصی همراه با استثناها وجود دارد. به عنوان نمونه اسامی بیشتر کشورها و اسم‌هایی که به حرف e منتهی می‌شوند (مانند une nage)، در بیشتر موارد، مؤنث می‌باشند.

## جمع بستن
در زبان فرانسه بیشتر اسم‌های مفرد با افزودن حرف s به انتهای‌شان به‌صورت جمع در می‌آیند، مثلاً جمع le livre، به‌صورت les livres و جمع la chaise به صورت les chaises در می‌آید. بیشتر اسامی مربوط به انسان و حیوان با افزودن حرف e به انتها مؤنث و با افزودن حرف s به انتها جمع می‌گردند.
- ami (مفرد مذکر)
- amis (جمع مذکر)
- amie (مفرد مؤنث)
- amies (جمع مؤنث)

مذکر یا مؤنث بودن اسم‌هایی که به حرف e ختم می‌شود، در شکل کلمه تفاوتی نخواهد داشت.
- touriste (مفرد مذکر)
- tourists (جمع مذکر)
- touriste (مفرد مؤنث)
- tourists (جمع مؤنث)

## افعال
افعال فرانسه که مهمترین بخش یک جمله را تشکیل می‌دهند، می‌توانند در سه زمان اصلی بیان شوند. این زمان‌های اصلی عبارتند از: زمان حال، گذشته و آینده. همچنین این افعال در شش وجه صرفی به نام‌های وجه اخباری، شرطی، شرطی نوع دوم، امری، صفت مفعولی و مصدری صرف می‌گردند.

## مصدر
مصدر مانند اسم فعل است. مصدر نوع یک فعل را نیز به شما می‌گوید. در زبان فرانسه افعال باقاعده بر پایه حروف آخر مصدرشان، به سه گروه تقسیم شده‌اند. آن‌ها عبارتند از:
افعالی که با er خاتمه می‌یابند، مثال parler (حرف‌زدن)
افعالی که با ir خاتمه می‌یابند، مثال finir (تمام‌کردن)
افعالی که با re خاتمه می‌یابند، مثال vendre (فروختن)
و افعال بی‌قاعده نیز وجود دارند، مثال avoir (داشتن)، aller (رفتن)، faire (انجام‌دادن/درست‌کردن)، و être (بودن)، مثال‌های بسیار زیاد دیگر. این فعل‌ها، زمانی‌که صرف می‌شوند (برای نشان‌دادن فاعل و زمان تغییر می‌کنند)، از الگوهای متفاوتی تبعیت می‌کنند.